# Petula Clark
Petula Sally Olwen Clark (Epsom, Surrey, Inglaterra, 15 de noviembre de 1932) famosa como Petula Clark es cantante, actriz y compositora británica, conocida por sus exitosas canciones en los años 60 sobre todo Downtown, I know a place, My Love, Colour My World, A Sign of the Times y Don't Sleep in the Subway. Con más de 70 millones de discos vendidos en el mundo, es la artista británica más prolífica, según el Libro Guinness de récords mundiales.

## Biografía
Nació el 15 de noviembre de 1932 en Epsom, Surrey, Inglaterra. Pertenece a una familia de artistas y, como no podía ser de otra manera, desde muy joven se interesa en diferentes producciones.
Con solo trece años empieza su incursión en la gran pantalla con el film A medal for the General, ese mismo año también participa en Strawberry Roan, Query y I Know where I’m going; este fue el principio de una larga filmografía. Ejemplos significativos son, Dance may (1950), The Gay Dog (1954), Daggers Drawn (1964) o Never never Land (1982), entre muchas otras.
A los veintidós años arranca simultáneamente una brillante carrera en la música. Se estrena con "The little shoemaker", al que le siguen "Alone" y "Sailor", canción que llegó a ser n.º 1 en 1960. Precisamente en esta década en las que todas sus canciones se convertían en éxitos, decidió trasladarse a Francia tras contraer matrimonio con Claude Wolf. 
Con la canción Chariot, que grabó en 1962, en su versión original en francés, llegó a ser número 1 en Francia.  Esta canción fue popularizada posteriormente en su versión inglesa, de título I Will Follow Him.
Musicalmente su gran éxito es el tema "Downtown", del compositor Tony Hatch, sencillo que se colocó en el n.º 1 en el Reino Unido y en Estados Unidos  de acuerdo a Billboard en el año 1964. Esta canción fue también grabada por Frank Sinatra y la versión de Clark se puede oír al inicio de la tercera temporada de la popular serie Lost, así como también en la banda sonora de dicha serie. Dicha canción aparece asimismo en una escena de la película Escape room de 2019. También tuvo un  segundo número uno en Estados Unidos en 1966 con la canción "My Love".
La fama que le brindó la música le ofreció la posibilidad de trabajar en televisión en producciones con gran éxito.

## Filmografía
- Medal for the General (1944)
- Strawberry Roan (1945)
- Murder in Reverse (1945)
- I Know Where I'm Going! (1945)
- Trouble at Townsend (1946)
- London Town (1946)
- Vice Versa (1948)
- Easy Money (1948)
- Here Come the Huggetts (1948)
- Vote for Huggett (1949)
- The Huggetts Abroad (1949)
- Don't Ever Leave Me (1949)
- The Romantic Age (1949)
- Dance Hall (1950)
- White Corridors (1951)
- Madame Louise (1951)
- The Card (1952)
- Made in Heaven (1952)
- The Runaway Bus (1954)
- The Gay Dog (1954)
- The Happiness of Three Women (1954)
- Track the Man Down (1955)
- That Woman Opposite (1957)
- 6.5 Special (1958)
- À Couteaux Tirés (1964)
- Finian's Rainbow (1968)
- Goodbye, Mr. Chips (1969)
- Drôles de Zèbres (1977)
- Never, Never Land (1980)
- Sans Famille